# Grand Conseil (République helvétique)
Pour les articles homonymes, voir Grand Conseil.
Diète fédérale (de facto)
Aarau

Drapeau de la République helvétique.

Sous la République helvétique, le Grand Conseil est la chambre basse du pouvoir législatif instauré par la Constitution de 1798. La chambre haute est le Sénat.

## Mode d'élection
Les députés au Grand Conseil helvétique sont élus pour six ans au suffrage indirect. Pour être élus, les députés doivent avoir atteint l'âge de 25 ans et jouir des droits civiques,. 
Seuls les hommes âgés de plus de 20 ans et vivant depuis plus de cinq ans dans sa commune de domicile peuvent participer à l'élection des grands électeurs ; ceux-ci élisent à leur tour les députés au Grand Conseil helvétique.
Le Grand Conseil est renouvelé par tiers, toutes les années paires, lors de l'équinoxe d'automne. Les sièges à renouveler sont déterminés par tirage au sort et n'a eu lieu qu'une fois, le 1er août 1800.
Les députés ne peut être réélus qu'après une attente de deux ans,.

## Composition
Les sièges au Grand Conseil sont répartis de manière proportionnelle entre les 18 circonscriptions de la République helvétique,. Toutefois, le premier Grand Conseil helvétique est composé de huit députés par canton, pour un total de 144 membres,.

## Pouvoirs et fonctionnement
Le Grand Conseil peut proposer les lois et les édicter, sous réserve d'approbation par le Sénat,.
Les députés au Grand Conseil helvétique portent un costume, distinct de celui des membres du Sénat.
Les séances du Grand Conseil sont en principe publiques.

## Dissolution
À la demande de la Commission exécutive, le Grand Conseil helvétique se dissout le 7 août 1800. Cette dissolution forcée est due à la présence de forces conservatrices au sein du Grand Conseil, hostiles à la République unitaire.